# Ibata Hiroyasu
Hiroyasu Ibata (sinh ngày 25 tháng 6 năm 1974) là một cầu thủ bóng đá người Nhật Bản.

## Sự nghiệp câu lạc bộ
Hiroyasu Ibata đã từng chơi cho Nagoya Grampus Eight, Honda và JEF United Ichihara.